# Pakicetidae
Pakicetidae (Pakicetidi - "pakistanski kitovi") su izumrla porodica archaeoceta, koji su tijekom perioda od ranog eocena do ranog srednjeg eocena nastanjivali obale indijskog potkontinenta. To znači da su živjeli između 55,8 i 40,4 milijuna godina.

## Opis
Dehm i Oettingen-Spielberg 1958.. opisali su prvog pakicetida, Ichthyolestesa, ali, kako ga tada nisu prepoznali kao kita, identificirali su ga kao mezonihida ribojeda. West 1980.. je bio prvi znanstvenik koji je identificirao pakicetide kao kitove, a, nakon otkrića moždane šupljine jedne jedinke, Gingerich i Russell 1981. bili su u stanju opisati rod Pakicetus. Tijekom iduća dva ddesetljeća daljnje istraživanje dovelo je do otkrivanja dodatnog lubanjskog materijala pakicetida, a Thewissen et al. 2001. opisali su postkranijalne ostatke te porodice. Iako su poznati svi dijelovi poskranijalnog kostura pakicetida, nikada nije pronađen potpun kosturt.
Zlatni rudnik za ostatke pakicetida je nalazište "H-GSP Lokalitet 62" u brdima Kala Chitta, gdje su pronađeni fosili sva tri roda te porodice. Problem s tim nalazištem je da je ono toliko bogato kostima da nije moguće identificirati kosti pojedinačnih jedinki, pa su stoga kosturi pakicetida mješavina kostiju nekoliko jedinki.
Pakicetidi se mogu naći u riječnim nanosima ili blizu njih u sjevernom Pakistanu i sjeverozapadnoj Indiji, području koji je za života tih životinja vjerojatno bio suh s privremenim potocima. Pakicetidi nisu pronađeni u morskim naslagama, te se čini da su bili kopnene ili slatkovodne životinje. Njihovi dugi udovi i malene ruke i stopala ukazuju na to da su bili loši plivači. Kosti su im teške i kompaktne i vjerojatno su služile kao balast; one su jasan dokaz da pakicetidi nisu bili brzi trkači, iako im je morfologija ostatka tijela podesna za trčanje. Pakicetidi su najvjerojatnije živjeli u slatkoj vodi ili blizu nje i hranili se i kopnenim i vodenim organizmima.

## Sluh
Uši pakicetida imale su ušni kanal i kosti (nakovanj, čekić, prsten bubnjića...) slične onima kod današnjih kopnenih sisavaca i vjerojatno su ih stoga koristili za slušanje na kopnu, preko zraka. U donjoj čeljusti je foramen mandibulae malen i usporediv s onim kod postojećih kopnenih sisavaca, a u donjoj čeljusti nije bio prisutan ni slušni masni jastučić, karakterističan za kasnije kitove. Lateralni zid donje čeljusti također im je relativno debeo, što je dalje sprječavalo prijenos zvuka preko čeljusti. Slušni mjehur u ušima pakicetida sličan je onima kod svih kitova, s relativno tankim lateralnim zidom i zadebljanim srednjim dijelom. Međutim, za razliku od kasnijih kitova, pars tympanica ossis temporalis dodiruje periotičku kost, koja je čvrsto spojena za lubanju i ne ostavlja prostora za sinuse, čime sprječava usmjereni sluh u vodi. Pakicetidi su u vodi najvjerojatnije čuli prijenosom zvuka preko kostiju.

## Kretanje
Interpretacije staništa koje su pakicetidi nastanjivali i njihovog načina kretanja znatno se razlikuju:
Thewissen et al. 2001. su zaključili da su "pakicetidi bili kopneni sisavci, ne više vodene životinje od tapira." Prema njihovom mišljenju, kod njih nije prisutna ni jedna od prilagodbi morskom životu, koje se mogu naći kod najstarijih obligatnih morskih kitova, bazilosaurida i dorundontina. Vratni kralješci pakicetida duži su nego kod kasnoeocenskih kitova, kralješci prsnog koša postaju veći od vrata prema natrag, a sakralni i repni kralješci duži su nego kod današnjih kitova (ali su još uvijek kraći nego kod nekih izumrlih kitova s valovitim kralježnicama). Pokretljivost kralježnice pakicetida dodatno su ograničavale zakrivljene zigapofize (izrasline između kralježaka) kao kod trkača poput mezonihida. Sakralni kralješci su srasli, a križno-ydjelični spojevi prisutni su kao i kod kopnenih sisavaca i morskih kitova.
Nadalje, prema Thewissen et al., lopatice pakicetida (za razliku od ostalih kitova) iznad kralježnice imaju velike konkavne jame s malenim koštanim izraslinama. Deltopektoralne kreste nisu prisutne na dugim i tankim ramenim kostima, kao kod životinja trkača, a različito od ostalih eocenskih kitova. Laktovi pakicetida su kruti kao kod životinja trkača, a podlaktice nisu spljoštene kao kod kitova koji zaista žive u vodi. Goljenična kost je duga s kratkom goljeničnom krestom. Osobine zadnjih udova su sličnije onima kod životinja koje trče i mogu skakati, nego kod životinja koje se kreću u vodi.
Gingerich 2003. nisu se složili i dobili su podršku od Madar 2007.: postkranijalna morfologija i mikrostrukturne osobine ukazuju na to da su pakicetidi bili prilagođeni životu u vodi, što uključuje hodanje po dnu, "veslanje" i valovito plivanje, ali vjerojatno nisu bile pogodne za trčanje. Izotopni tragovi pokazali su da su pakicetidi provodili znatan dio života u slatkoj vodi i hranili se životinjama koje u njoj žive.

## Podtaksoni
- Porodica Pakicetidae
  - Ichthyolestes (Dehm i Oettingen-Spielberg 1958)
    - Ichtyolestes pinfoldi (Dehm i Oettingen-Spielberg 1958)

  - Nalacetus (Thewissen i Hussain 1998)
    - Nalacetus ratimitus (Thewissen i Hussain 1998)

  - Pakicetus (Gingerich i Russell 1981)
    - Pakicetus attocki (West 1980)
    - Pakicetus calcis (Cooper, Thewissen i Hussain 2009)
    - Pakicetus chittas (Cooper, Thewissen i Hussain 2009)

## Unutarnje poveznice
- Arheoceti